# قالب شعر
قالب شعر به شکل و ساختمان شعر گفته می‌شود. قالب در شعر کلاسیک فارسی، شکل و ساختمان ظاهری است که قافیه به شعر می‌بخشد. طول هر مصرع، چیدمان هجاهای هر مصرع، تعداد بیت‌ها، آرایش مصرع‌ها، قافیه آرایی آن‌ها و حتی عاطفه انتقالی شاعر به خواننده، از دیگر عامل‌های تعیین‌کننده قالب ظاهری شعر هستند.
در شعر سپید و شعر نوی فارسی، عنصری مهم‌تر و عمیق‌تر وجود دارد با عنوان شکل درونی (شکل ذهنی). شکل ذهنی عبارت است از: محیطی که شعر در آن حرکت می‌کند، و پیش می‌رود و اشیاء و احساس‌ها را با خود به پیش می‌برد. شکل ذهنی به یک شعر یا یکپارچگی می‌دهد یا آن را از وحدت و استحکام درمی‌آورد.
شکل ظاهری شامل وزن یا بی‌وزنی، تساوی مصرع‌ها یا کوتاهی و بلندی آنها، قافیه‌ها - در صورتی که قافیه‌ای وجود داشته باشد- و صداها و حرکات ظاهری کلمه می‌باشد.

## عوامل تعیین قالب شعری

### قافیه آرایی
به محل قرارگیری قوافی در یک شعر، قافیه آرایی آن شعر گفته می‌شود. برای مثال قالب مثنوی دارای قوافی مشابه در انتهای هر مصرع است و قافیه هر بیت ممکن است با قافیه دیگر بیت‌ها تفاوت داشته باشد. لیکن در یک قصیده، قافیه در پایان تمام ابیات و همچنین انتهای مصرع اول به صورت مشابه تکرار می‌شود.

### وزن شعر
طول مصرع‌ها و چیدمان هجاهای هر مصرع را در یک شعر، وزن آن شعر می‌گویند. هجاها در زبان فارسی به سه دسته کوتاه، بلند و کشیده تقسیم می‌شوند. حال اگر در دو مصرع اولا تعداد هجاها با هم برابر بوده و ثانیاً هجاهای کوتاه و بلند آن‌ها در مقابل هم قرار داشته باشند، آن دو مصرع هم وزن نامیده می‌شوند. (هجای کشیده را می‌توان با یک هجای کوتاه + یک هجای بلند معادل گرفت. مثال:
| دردم از یارست و درمان نیز هم |  | دل فدای او شد و جان نیز هم |

در—د--مز—یا—رس—ت--در—مان—نیز—هم
دل—ف--دا—ی--او—ش--دو—جان—نیز—هم
قالب مستزاد، در میان قالبهای کلاسیک شعر فارسی تنها قالبی است که در آن بخش‌های غیر هم وزن وجود دارد.

## کلاسیک
با وجود آنکه با چنین تعریفی بی‌نهایت قالب شعری می‌توان ارائه داد، لیکن اکثر شعرای کلاسیک پارسی گوی، تلاش کرده‌اند تا از قالبهای معروف شعر فارسی خارج نشوند. قالبهای کلاسیک معروف شعر فارسی به شرح زیرند:
- مثنوی
- قصیده
- غزل
- مسمط
- مستزاد
- ترجیع بند
- ترکیب بند
- قطعه
- رباعی
- دو بیتی
- تک بیت
- چهارپاره
- مُخَمّس
- بحر طویل
- نورباعی

## قالب شعر نو
نیما یوشیج (علی اسفندیاری) در قالب شعر کلاسیک تغییراتی ایجاد کرد و آن را به شکل شعر نو درآورد. در شعر نیمایی هجاها با هم یکسان نیست و مصرع‌ها کوتاه و بلند است. نیز در این نوع شعر قافیه‌ها می‌توانند متفاوت باشند و نیازی به نظم و هماهنگی در قافیه‌بندی نیست.

## قالب شعر سپید
احمد شاملو در شعر سپید از تقطیع استفاده کرد. وزن کلمات به این نوع شعر قالب درونی یا شکلی ذهنی می‌دهد و به این دلیل قالب شعر سپید از قالب شعر نیمایی متفاوت است.
آنچه دربارهٔ قالب شعر مهم است وحدت ذهنی است که چه در قالب کلاسیک و چه در قالب شعر نوی نیمایی و شعر سپید باید رعایت شود. همان‌قدر که شعر موزون باید از وحدتی ذهنی برخوردار باشد شعر آزاد یا بی‌وزن نیز باید از یکپارچگی برخوردار گردد.

### قالب‌های ابتکاری
قالبهای ابتکاری از شعر کوتاه:
- شعرک (قالبی سنتی از چهارپاره کوتاه - حاوی تصویری واحد)
- طرح (قالبی از شعر نو با پیامی کوتاه اما عمیق)
- سه‌گانی (قالبی سه لختی، کوبشی و بسته)
- نوخسروانی (سگانی سنتی به پیام و تصویر حسی)
- ترانک (کوتاه‌ترین شعر کامل آزاد)